# Saladin Said
Salah El Din Ahmed Said známý jako Saladin Said nebo Salhadin Said (amharsky ጻላህ ዐል ዺን ዓህመድ ጻኢድ; *29. října 1988, Asosa, Etiopie) je etiopský fotbalový útočník, který hraje v egyptském klubu Al-Ahly SC.

## Klubová kariéra
Začínal v klubu Saint George FC v Addis Abebě. V roce 2011 vstřelil v utkání Kagame Interclub Cupu proti týmu Ports FC z Džibuti, které skončilo výhrou 7:0, pět gólů. Měl nabídku na přestup do FK Vojvodina, ale z kontraktu sešlo a nakonec odešel do egyptského Wadi Degla za dva miliony birrů, čímž se stal nejdražším etiopským fotbalistou všech dob. Od ledna do června 2013 hostoval v belgickém klubu Lierse SK.

## Reprezentační kariéra
Reprezentoval Etiopii na Africkém poháru národů 2013. V kvalifikaci na MS 2014 vstřelil čtyři branky.